# Apecchio
Apecchio é uma comuna italiana da região dos Marche, Província de Pesaro e Urbino, com cerca de 2.111 habitantes. Estende-se por uma área de 103 km², tendo uma densidade populacional de 20 hab/km². Faz fronteira com Cagli, Città di Castello (PG), Mercatello sul Metauro, Pietralunga (PG), Piobbico, Sant'Angelo in Vado, Urbania.